# Козирське городище
Козирське городище — археологічна пам'ятка кінця I століття до н. е. — середини III століття н. е.

## Розташування
Городище розташоване на правому березі Бузького лиману, біля села Козирка Очаківського району Миколаївської області.

## Загальний опис
Верхній шар городища належить до поселення черняхівської культури.
Площа городища становить 4,8 га. Потужність культурного шару 0,7–1,4 м. Тут розкрито залишки оборонних споруд залишки господарських будівель та квартал житлових будинків, в оздобленні останніх використано поліхромний фресковий розпис. Будівлі декоровані рельєфними вапняно-гіпсовими карнизами. Також були знайдені залишки ткацької майстерні, зерносушилки. Під долівками будівель виявлено дитячі поховання в посудинах (див. Глекові поховання) або в невеликих ямках.
Численні знахідки — зернотертки, жорна, кістки тварин свідчать про землеробсько-скотарський характер господарства мешканців Козирського городища. Також отриманий різноплановий речовий матеріал — кераміка, вироби з металу, каменю і скла.
Свого часу поселення входило до хори (сільськогосподарської округи) Ольвії, яка справила вплив на матеріальну культуру Козирського городища.

## Історія досліджень
Відкрите О. С. Уваровим у 1848 р. Перші розвідкові роботи проведені Буго-Дніпровською експедицією у 1949–1950 рр. Планомірні розкопки проводилися загоном Ольвійської експедиції під керівництвом А. В. Буракова у 1954–1967 рр.
Матеріали зберігаються у фондах Інституту археології НАН України і Ольвійського заповідника.

## Охоронний статус
3 вересня 2009 року Козирське городище постановою Кабінету міністрів України було занесене до Державного реєстру нерухомих пам'яток України національного значення. Реєстраційний номер 140026-Н.